# Чирапхан Нантхавонг
Чирапхан Нантхавонг (тайск. นางสาวจิราพรรณ นันทวงษ; род. 17 августа 1999 года) - тайская тяжелоатлетка, призёр чемпионата мира 2018 года, чемпион Азии 2016 года среди юношей и девушек.

## Карьера
Выступает за спортивную школу Супханбури.
На чемпионате Азии среди юношей и девочек 2016 года в весе до 48 кг завоевала чемпионский титул. 
На чемпионате мира 2017 года в Анахайме, спортсменка завоевала бронзовую медаль в весовой категории до 48 кг в отдельном упражнение толчок, взяв вес 102 кг. В итоговом протоколе по сумме упражнений заняла пятое место.
В начале ноября 2018 года на чемпионате мира в Ашхабаде, тайская спортсменка, в весовой категории до 45 кг., завоевала абсолютную серебряную медаль, взяв общий вес 171 кг. В упражнение рывок также она была второй, а в толчке третьей. Из-за самоустранения сборной Таиланда не смогла принять участие в домашнем чемпионате мира в Паттайе.

## Основные результаты
| Год  | Соревнования                                                   | Место проведения    | Весовая категория | Рывок, кг | Толчок, кг | Сумма, кг | Место |
| ---- | -------------------------------------------------------------- | ------------------- | ----------------- | --------- | ---------- | --------- | ----- |
| 2016 | Чемпионат мира среди юниоров                                   | Тбилиси, Грузия     | до 48 кг          | 76        | 93         | 169       | 4     |
| 2016 | Игры Саммук                                                    | Таиланд             | до 48 кг          | 76        | 91         | 167       | 1     |
| 2016 | Чемпионат мира среди юношей                                    | Пенанг, Малайзия    | до 48 кг          | —         | 94         | —         | —     |
| 2016 | Чемпионат Азии среди юношей                                    | Токио, Япония       | до 48 кг          | 72        | 94         | 166       | 1     |
| 2017 | Чемпионат мира среди юниоров                                   | Токио, Япония       | до 48 кг          | 78        | 96         | 174       | 2     |
| 2017 | Чемпионат Азии среди юниоров                                   | Катманду, Непал     | до 48 кг          | 74        | 98         | 172       | 2     |
| 2017 | Азиатские игры по боевым искусствам и состязаниям в помещениях | Ашхабад, Туркмения  | до 48 кг          | 76        | 95         | 171       | 5     |
| 2017 | Чемпионат мира                                                 | Анахайм, США        | до 48 кг          | 77        | 102        | 179       | 5     |
| 2018 | Чемпионат мира среди юниоров                                   | Ташкент, Узбекистан | до 48 кг          | 81        | 100        | 181       | 1     |
| 2018 | Чемпионат мира                                                 | Ашхабад, Туркмения  | до 45 кг          | 76        | 95         | 171       | 2     |